# Ulubey, Uşak
Ulubey là một huyện thuộc tỉnh Uşak, Thổ Nhĩ Kỳ. Huyện có diện tích 817 km² và dân số thời điểm năm 2007 là 15315 người, mật độ 19 người/km².